# Nikolaus II. (Oppeln)
Nikolaus II. von Oppeln (polnisch Mikołaj II opolski; tschechisch Mikuláš II. Opolský; † 27. Juni 1497 in Neisse) war 1476–1497 Herzog von Oppeln. Er entstammte dem Oppelner Zweig der Schlesischen Piasten, der 1532 mit dem Tod seines Bruders Johann II. erlosch.

## Herkunft und Familie
Seine Eltern waren Nikolaus I. von Oppeln (1420–1476) und Magdalena († 1497), Tochter des Herzogs Ludwig II. von Brieg aus dessen zweiter Ehe mit Elisabeth von Brandenburg. Der älteste Bruder Ludwig (etwa 1450–1475/76) starb kurz vor dem Vater, die jüngeren Brüder Boleslaw und Bernhard starben um 1477 im Kindesalter. Zudem hatte Nikolaus vier Schwestern:
- Machna († 1468/72), seit 1462 verheiratet mit Herzog Przemislaus von Tost († 1484)
- Elisabeth († 1507), Klarissin in Breslau
- Magdalena († 1501), seit etwa 1478 verheiratet mit Herzog Johann III. (Troppau-Ratibor)|Johann III. von Troppau († 1493)
- Katharina († 1507), Nonne in Breslau

## Leben
Nach dem Tod seines Vaters 1476 übernahm Nikolaus gemeinsam mit seinem älteren Bruder Johann II. die Regentschaft über das Herzogtum Oppeln. Bereits 1477 erwarben die Brüder das Gebiet um Neustadt, das bis dahin Konrad von Oels gehört hatte. Wie ihr Vater standen Nikolaus und Johann zunächst auf der Seite der Verbündeten des Königs Matthias Corvinus, dem sie 1479 huldigten. In den 1480er Jahren wandten sie sich von ihm ab, da sie mit dessen Steuerpolitik und den ständefeindlichen Zentralisierungsmaßnahmen unzufrieden waren. Auf dem Nürnberger Reichstag ersuchten Nikolaus und sein Bruder im April 1487 den Kaiser Friedrich III. um Unterstützung gegen Matthias Corvinus. Nach der Rückkehr wurden sie während eines Fürstentages in Cosel von Johann Bjelik von Kornitz, der von König Matthias als Landeshauptmann für die oberschlesischen Herzogtümer eingesetzt worden war, gefangen genommen. Erst nach der Huldigung des Königs und der Zahlung von 30.000 Gulden wurden sie freigelassen. Trotzdem traten Nikolaus und Johann später einem gegen den König Matthias gerichteten niederschlesischen Bündnis bei, dem u. a. die Herzöge Johann II. von Sagan und Heinrich d. Ä. von Münsterberg angehörten. Nachdem die niederschlesischen Fürsten gegen König Matthias Corvinus den Kampf um Glogau verloren hatten, gaben Nikolaus und sein Bruder 1489 die feindliche Position gegen Corvinus auf und akzeptierten dessen Forderung nach einer Zahlung von 15.000 Gulden sowie der Verpfändung dreier Burgen. Nach Corvins Tod vergrößerten sie ihren Einflussbereich durch die Erwerbung der Herrschaft Gleiwitz 1492 von Wilhelm II. von Pernstein und 1497 mit dem Kauf von Schloss und Stadt Tost. 
Wahrscheinlich in einem unzurechnungsfähigen Zustand verübte Nikolaus 1497 in Neisse, wo der Schlesische Fürstentag eine Versammlung abhielt, einen Anschlag auf den Teschener Herzog Kasimir II., der das Amt des Oberlandeshauptmanns ausübte. Nach dem misslungenen Anschlag soll er versucht haben, auch den Breslauer Bischof Johannes Roth zu verletzen. Unmittelbar darauf wurde er vom städtischen Gericht in Neisse zu einem sofortigen Tod verurteilt und enthauptet. In seinen letzten Stunden stand ihm sein Hofkaplan, der Breslauer Weihbischof Heinrich von Füllstein zur Seite, der nach den Angaben des Verurteilten dessen Testament verfasste. Sein Leichnam wurde in der Familiengruft im Oppelner Franziskanerkloster beigesetzt. Nikolaus war niemals verheiratet und hinterließ keine Nachkommen.
Obwohl Herzog Johann zunächst beabsichtigte, den tragischen Tod seines Bruders zu rächen, verzichtete er darauf, nachdem er von König Vladislav II. keine Unterstützung für diesen Plan fand.